# フィーダー航空
フィーダー航空（英: Feeder Airlines）は南スーダンのジュバに本拠地を置く同国のフラッグキャリアである。主に南スーダン国内と近隣諸国（スーダン、ウガンダ）を結んでいる。

## 就航都市

### アフリカ
北アフリカ
- スーダン：ハルツーム

東アフリカ
- 南スーダン：ジュバ、マラカル、ルンベク、ワウ
- ウガンダ：エンテベ

## 機材
- フォッカー50：2機[1]

## 事故
2012年3月29日にワウ空港で滑走路逸脱事故を起こし、使用できる保有機は1機のみとなった。事故機は保管されている。